# Du vent dans les BD
Le prix littéraire Du vent dans les BD est une récompense culturelle décernée chaque année en juin ou juillet à une bande dessinée. Il est né en 2014 sur le territoire de la communauté de communes de la Côte des Légendes et sous l'impulsion de la bibliothèque départementale du Finistère.

## Histoire
Six médiathèques ou bibliothèques sont à l'origine du prix : Brignogan-Plages, Guissény, Le Folgoët, Lesneven, Plouider et Plounéour-Trez, en collaboration avec la communauté de communes et la bibliothèque départementale du Finistère. Outre le vote, la manifestation inclut « des expositions, des séances de dédicaces et diverses animations ». L'objectif est de favoriser la collaboration entre les bibliothèques, de développer des partenariats et d'« attirer le maximum de publics vers la lecture ».
En 2015, la bibliothèque de Kerlouan rejoint la manifestation culturelle ; le prix inclut une sélection jeunesse et certains votants tirés au sort reçoivent des cadeaux. En 2016, le réseau compte également les bibliothèques ou médiathèques de Plouguerneau, Landerneau, Plabennec et Plougastel-Daoulas ; la manifestation comporte des ateliers et des interventions par des auteurs, des expositions et des projections de films. En 2017, 14 bibliothèques du Nord-Finistère participent à l'évènement. En 2018, la sélection s'étoffe d'une catégorie pour lectorat adolescent. En 2019, vingt et une médiathèques ou bibliothèques y participent.
Trois sélections de quatre albums, composées par des professionnels et des bénévoles du livre, sont choisies parmi les BD d'auteurs français publiées il y a moins de deux ans. La première est destinée aux jeunes entre 8 et 11 ans, la deuxième aux adolescents entre 12 et 15 ans et la troisième aux adultes.
Les albums sont mis à disposition gratuitement dans les bibliothèques et chez les partenaires extérieurs.

## Historique
| Année | Illustration affiche | Marraine - Parrain | Nombre de participants |
| ----- | -------------------- | ------------------ | ---------------------- |
| 2014  | Olivier Thomas       | N/A                | N/A                    |
| 2015  | Emmanuel Lepage      | Kris               | N/A                    |
| 2016  | Jean-Denis Pendanx   | Hervé Beilvaire    | 338                    |
| 2017  | Gwendal Lemercier    | Gwendal Lemercier  | 600                    |
| 2018  | Sébastien Morice     | Bertrand Galic     | N/A                    |
| 2019  | Mathieu Reynès       | Michaël Le Galli   | 1558                   |
| 2020  | Léa Mazé             | Léa Mazé           | N/A                    |

## Palmarès

### Édition 2014
- Lauréat : Un printemps à Tchernobyl d'Emmanuel Lepage[4].

Sélectionnés :
- Le Singe de Hartlepool de Wilfrid Lupano et Jérémie Moreau
- Un peu de bois et d'acier de Christophe Chabouté
- Atar-Gull de Fabien Nury, Brüno et Laurence Croix
- La page blanche de Boulet et Pénélope Bagieu
- Impostures de Romain Dutreix

L'affiche est dessinée par Olivier Thomas.

### Édition 2015
Le parrain de l'édition est le scénariste Kris.
Adulte
- Lauréat : Tsunami de Stéphane Piatzszek et Jean-Denis Pendanx[5]

Sélectionnés :
- L'Arabe du futur de Riad Sattouf
- Ceux qui me restent de Damien Marie et Laurent Bonneau
- Mauvais genre de Chloé Cruchaudet
- Avant, on était deux de AstridM
- Le Chien qui louche d'Étienne Davodeau

Jeunesse
- Lauréat : Les Carnets de Cerise de Joris Chamblain et Aurélie Neyret[5].

Sélectionnés :
- Alcyon de Richard Marazano et Christophe Ferreira
- Stimpop, tome 1 : Le garçon qui venait de loin de Mick
- Les royaumes du nord de Stéphane Melchior et Clément Oubrerie
- Les chevaliers de la chouette de Ben Fiquet
- La malédiction de Tirlouit de Guillaume Albin

### Édition 2016
Le parrain est Hervé Beilvaire, « libraire, chroniqueur sur Internet (Temps de Livres) et à la radio ».
Adulte
- Lauréat : Un océan d'amour de Wilfrid Lupano et Grégory Panaccione[6].

Sélectionnés :
- 100 maisons, la cité des abeilles
- Come Prima d'Alfred et Maxime Derouen
- La Nuit au Mac Orlan d'Arnaud Le Gouëfflec et Briac
- La Princesse des Glaces de Olivier Bocquet, Léonie Bischoff et Sophie Dumas
- Zaï zaï zaï zaï de Fabcaro

Jeunesse
- Lauréat : Le Grand Méchant Renard de Benjamin Renner[6].

Sélectionnés : 
- Les mondes cachés tome 1 - L'arbre-forêt  de Denis-Pierre Filippi, Silvio Camboni et Gaspard Yvan
- Le Château des étoiles tome 1 - 1869 à la conquête de l'espace de Alex Alice, Anthony Simon et Alex Nikolavitch
- Les enfants de la résistance tome 1 - premières actions de Vincent Dugomier et Benoît Ers
- L'homme Montagne de Séverine Gauthier et Amélie Fléchais
- Nora de Léa Mazé

### Édition 2017
Le parrain est Gwendal Lemercier.
Adulte
- Lauréat : Facteur pour femmes de Didier Quella-Guyot et Sébastien Morice[16].

Sélectionnés :
- Au revoir là-haut de Pierre Lemaitre et Christian De Metter
- Comment faire fortune en juin 1940 de Xavier Dorison, Guillaume Dorison et Fabien Nury
- Juliette de Camille Jourdi
- Love story à l'iranienne de Jane Deuxard et Zac Deloupy
- Nuit noire sur Brest de Kris, Bertrand Galic et Damien Cuvillier

Jeunesse
- Lauréat : Ninn, tome 1 : La ligne noire de Jean-Michel Darlot et Johan Pilet[16].

Sélectionnés :
- Aliénor Mandragore tome 1 - Merlin est mort, vive Merlin ! de Séverine Gauthier, Thomas Labourot et Achille Nzoda
- SuperS, tome 1 : Une petite étoile juste au-dessous de Tsih de Frédéric Maupomé et David Maupomé
- Draak, tome 1 : Même pas peur ! de Michel-Yves Schmitt, Glaz et Franck Renaut
- Yin et le dragon, tome 1 : Créatures célestes de Richard Marazano et Yao Xu
- Les Champions d'Albion tome 1 : Le pacte de Stonehenge de Nathaniel Legendre, Jean-Blaise Djian et Nacho Arranz

### Édition 2018
Le parrain est Bertrand Gallic.
Adulte
- Lauréat : Le travailleur de la nuit de Matz et Léonard Chemineau[18].

Sélectionnés :
- La Différence invisible de Julie Dachez, Fabienne Vaslet et Mademoiselle Caroline
- Edelweiss de Cédric Mayen et Lucy Mazel
- La Forêt des renards pendus de Nicolas Dumontheuil et Arto Paasilinna

Ado
- Lauréat : Harmony tome 1 - memento de Mathieu Reynès et Valérie Vernay[18].

Sélectionnés :
- L'anniversaire de Kim Jong-Il d'Aurélien Ducoudray et Mélanie Allag
- Frnck tome 1 - Le début du commencement d'Olivier Bocquet, Brice Cossu et Yoann Guillo
- Le collège noir tome 1 - le livre de la Lune d'Ulysse Malassagne

Jeunesse
- Lauréat : L'atelier détectives tome 1 de Béka et Sandrine Goalec[18].

Sélectionnés :
- Bergères guerrières tome 1 de Jonathan Garnier et Amélie Fléchais
- Le voleur de souhaits de Loïc Clément et Bertrand Gatignol
- Sacha et Tomcrouz tome 1 - Les Vikings de Anaïs Halard et Bastien Quignon

### Édition 2019
Le parrain de l'édition est Michaël Le Galli et l'affiche est dessinée par Mathieu Reynès.
Adulte
- Lauréat : Jamais, de Bruno Duhamel

Sélectionnés :
- Cinq branches de coton noir, d’Yves Sente et Steve Cuzor.
- L'Homme gribouillé, de Serge Lehman et Frederik Peeters.
- Il faut flinguer Ramirez, de Nicolas Petrimaux.

Ados
- Lauréat : Journal d’un enfant de lune, de Joris Chamblain et Anne-Lise Nalin[10].

Sélectionnés :
- Imbattable, justice et légumes frais, de Pascal Jousselin.
- Junk Food Book de Noémie Weber.
- Méto, t.1 : La maison, de Lylian et Nesmo.

Jeunesse
- Lauréat : Les Croques, t. 1 : Tuer le temps, de Léa Mazé[10].

Sélectionnés : 
- Les enquêtes de Violette, de Fred Neidhardt et Laurel.
- Hôtel Pennington, de Ced et Ileana Surducan.
- Séverin Blaireau : Mémoire de pirate, de Chandre.

### Édition 2020
L'édition 2020 a été modifiée en raison de la crise sanitaire du Covid-19
Adules
- Lauréat : Le Loup de Jean-Marc Rochette[22]

Sélectionnés :
- Le dernier atlas t.1, de Fabien Vehlmann, Gwen de Bonneval, Hervé Tanquerelle et Fred Blanchard
- Il fallait que je vous dise, d'Aude Mermilliod
- Waldo, de Lorraine Les Bains

Ados
- Lauréat : Green Class t.1, de Jérôme Hamon et David Tako[22]

Sélectionnés :
- La boîte de petits pois, de GiedRé et Holly R
- Dans la tête de Sherlock Holmes t.1, de Benoît Dahan et Cyril Liéron d'après l’œuvre d'Arthur Conan Doyle
- Raowl t.1, de Tébo

Jeunesse
- Lauréat : Maléfices, d'Elsa Bordier et Sanoe[22]

Sélectionnés :
- Claude et Morino t.1, d'Adrien Albert
- Le secret de Zara, de Fred Bernard et Benjamin Flao
- Simon Portepoisse t.1, d'Antoine Dole et Bruno Salamone

### Édition 2022
Adules
- Lauréat : Radium Girls, de Cy[22]

Sélectionnés :
- A Fake story, de Laurent Galandon et Jean-Denis Pendanx d'après Douglas Burroughs
- La fée assassine, de Sylvie Roge et Olivier Grenson
- Megafauna, de Nicolas Puzenat

Ados
- Lauréat : Les Artilleuses t.1, de Pierre Pevel et Tanja Cinna[22]

Sélectionnés :
- Une aventure de Mystère et Boule de Gomme, d'Arnaud le Gouëfflec et Pierre Malma
- Eat and love yourself, de Sweeney Boo
- L'enfant océan, de Maxe L'Hermenier et Stedho d'après Jean-Claude Mourlevat

Jeunesse
- Lauréat : Le grimoire d'Elfie t.1, de Christophe Arleston et Audrey Alwett[22]

Sélectionnés :
- Le Cinérêve, d'Anne Didier et Catherine Duval
- L'homme qui courait après sa chance, Pozla
- Migali t.1, d'Alexandre Arlène et Fabien Öckto Lambert

### Édition 2023
Adules
- Lauréat : Le petit frère, de Jean-Louis Tripp[25]

Sélectionnés :
- Celle qui parle, d'Alicia Jaraba
- George Best, de Kris et Florent Calvez d'après le roman de Vincent Duluc
- Merel, de Clara Lodewick

Ados
- Lauréat : Filles uniques t.1, de Béka et Camille Méhu[25]

Sélectionnés :
- Le souffle du géant, de Tom Aureille
- Toutes les princesses meurent après minuit, de Quentin Zuittion
- Yojimbot t.1, de Sylvain Repos

Jeunesse
- Lauréat : Le jardin secret t.1, de Maud Bégon d'après Frances Hodgson Burnett[25]

Sélectionnés :
- La grande escalade, d'Arthur du Coteau
- Les sauveurs d'esprits t.1, de Julien Monier et Carbone
- Un grand-père tombé du ciel, de Marc Liziano d'après le roman de Yaël Hassan

### Documentation
- « Du Vent dans les BD. Retour pour une quatrième année », Le Télégramme,‎ 25 février 2019 (lire en ligne).
- « Du Vent dans les BD. La sélection s’ouvre aux enfants », Le Télégramme,‎ 2 février 2019 (lire en ligne).
- « C’est parti pour le prix « Du Vent dans les BD » en Finistère », Ouest france,‎ 12 février 2023 (lire en ligne)).